# Xerosecta giustii
Xerosecta giustii é uma espécie de gastrópode  da família Hygromiidae.
É endémica de Itália.